# Bolearovo
Bolearovo (în bulgară Болярово) este un oraș în comuna Bolearovo, regiunea Iambol,  Bulgaria. 

## Demografie
Componența etnică a orașului Bolearovo
     Bulgari (90,08%)
     Romi (7,06%)
     Nicio identificare (2,19%)
     Altele (0,89%)
La recensământul din 2011, populația orașului Bolearovo era de 1.231 locuitori. Din punct de vedere etnic, majoritatea locuitorilor (90,08%) erau bulgari, cu o minoritate de romi (7,06%). Pentru 2,19% din locuitori nu este cunoscută apartenența etnică.